# Pargon River
Der Pargon River ist ein 66 Kilometer langer rechter Nebenfluss des Fish Rivers im Süden der Seward-Halbinsel im Westen des US-Bundesstaats Alaska.

## Verlauf
Der Pargon River entspringt im Westen der Bendeleben Mountains auf einer Höhe von etwa 700 m, 20 Kilometer nordöstlich des 1137 m hohen Mount Bendeleben. Er fließt anfangs in südöstlicher Richtung aus dem Gebirge. Der Fluss erreicht die südlich der Bendeleben Mountains vorgelagerte Beckenlandschaft und wendet sich in Richtung Ostsüdost. Auf den letzten 15 Kilometern bildet der Pargon River mehrere Flussschlingen aus.

## Name
Der Name wurde aus der Eskimo-Sprache abgeleitet und 1910 vom Board on Geographic Names als Standard übernommen.